# Igor' Kaškarov
Igor' Alekseevič Kaškarov (in russo Игорь Алексеевич Кашкаров?; Malmyž, 5 maggio 1933) è un ex altista sovietico.

## Biografia
Vinse la medaglia di bronzo nel salto in alto ai Giochi olimpici di Melbourne 1956.

## Palmarès
| Anno | Manifestazione  | Sede      | Evento        | Risultato | Prestazione | Note |
| ---- | --------------- | --------- | ------------- | --------- | ----------- | ---- |
| 1956 | Giochi olimpici | Melbourne | Salto in alto | Bronzo    | 2,08 m      |      |
| 1958 | Europei         | Stoccolma | Salto in alto | 4º        | 2,06 m      |      |
| 1961 | Universiadi     | Sofia     | Salto in alto | Argento   | 2,08 m      |      |